# Leila Farzad
Leila Farzad, född 30 december 1982 i Westminster, London, är en brittisk skådespelare.
Farzad har bland annat medverkat i TV-serierna I Hate Suzie, Better och Kaos.

## Filmografi (i urval)
- 2020–2022 – I Hate Suzie (TV-serie)
- 2023 – Better (TV-serie)
- 2024 – The Decameron (TV-serie)
- 2024 – Kaos (TV-serie)
- 2025 – Bridget Jones: Mad About the Boy